# (3246) Bidstrup
(3246) Bidstrup es un asteroide perteneciente al cinturón de asteroides, descubierto el 1 de abril de 1976 por Nikolái Stepánovich Chernyj desde el Observatorio Astrofísico de Crimea (República de Crimea).

## Designación y nombre
Designado provisionalmente como 1976 GQ3. Fue nombrado Bidstrup en honor al caricaturista danés-alemán Herluf Bidstrup.